# براد بيرس
براد بيرس (بالإنجليزية: Brad Pearce) هو لاعب كرة مضرب أمريكي، ولد في 21 مارس 1966 في بروفو في الولايات المتحدة.

## وصلات خارجية
- براد بيرس على موقع رابطة محترفي التنس (الإنجليزية)
- براد بيرس على موقع الاتحاد الدولي لكرة المضرب (الإنجليزية)
- براد بيرس على موقع خلاصة التنس.كوم (الإنجليزية)